# Tōru Gotō
Tōru Gotō (jap. 後藤 暢 Gotō Tōru; ur. 26 czerwca 1934) – japoński pływak. Srebrny medalista olimpijski z Helsinek.
Zawody w 1952 roku były jego jedynymi igrzyskami olimpijskimi. Drugi był w sztafecie 4 × 200 metrów stylem dowolnym. Wspólnie z nim tworzyli ją Hiroshi Suzuki, Yoshihiro Hamaguchi i Teijirō Tanikawa. Indywidualnie zajął czwarte miejsce na dystansie 100 metrów stylem dowolnym.